# Catholicisme en Belgique
Le catholicisme est la confession religieuse comptant le plus de membres en Belgique. L'Église catholique est une union d'Églises locales, ou diocèses, en communion avec le pape. Le catholicisme en Belgique n'est donc pas organisé comme une Église nationale, mais l'ensemble de la Belgique forme une unique 
province ecclésiastique au sein de l'« Église universelle » depuis 1832. Il existe en outre une instance de concertation entre les évêques des différents diocèses belges : la conférence épiscopale de Belgique.

## Histoire du catholicisme belge

### L'Église de la Belgique moderne

À la suite de la réorganisation religieuse française de 1801, se distinguent les futurs diocèses belges de Gand, Tournai, Malines, Namur et Liège.

Le catholicisme belge prend ses racines dans l'histoire des différentes entités, politiques et religieuses, qui ont précédé la Belgique moderne et sur les territoires desquels celle-ci est plus ou moins entée. Ses diocèses les plus anciens sont celui de Liège (IVe siècle) et celui de Tournai (VIe siècle) mais c'est au VIIe siècle que le christianisme prit véritablement son essor dans cette partie de l'Europe. Willibrord d'Utrecht (658-739) est réputé être le maître d'œuvre de la christianisation de ce territoire.
Entre 1559 et 1561, dans le cadre de la Contre-Réforme catholique, le roi espagnol Philippe II, inspiré par Franciscus Sonnius i Viglius propose une réorganisation religieuse des Pays-Bas espagnols et mit en place une nouvelle organisation, à laquelle son prédécesseur Charles Quint avait déjà travaillé. Devant le succès du protestantisme, les anciens évêchés, très grands et en partie dépendants de Saint-Empire, ne facilitaient pas le contrôle souhaité pour organiser la répression et l'Inquisition par les Rois Catholiques. Après la furie iconoclaste, démarrée en 1566 a Steenvoorde, situé actuellement en France, Philippe II envoie Ferdinand Alvare de Tolède, connu comme le duc d'Albe pour réprimer le mouvement. Albe instaure le Conseil des troubles, qui mène une répression sévère. Plus de dix mille personnes sont condamnées et plus de mille sont exécutées, dont les plus célèbres sont le comte d'Egmont et Philippe de Montmorency, comte d'Horne.
En 1679, le roi Charles II demanda au pape Innocent XI que cette région soit dédiée à saint Joseph ; son vœu fut exaucé et il est dès lors saint patron de la Belgique[réf. souhaitée].
Quelques décennies avant son indépendance, la Belgique vit une partie de son patrimoine chrétien détruit ou confisqué (en 1782 et 1789) à la suite des réformes joséphistes puis à la suite des affres de la Révolution française (cette fois, surtout entre 1793 et 1798). En 1801, le concordat et les bulles Ecclesia Christi et Qui Christi Domini redéfinirent l'organisation des territoires ecclésiaux catholiques et préfigurèrent les contours des futurs diocèses belges. Dans la future Belgique, il y avait des dissensions entre les catholiques et les libéraux, mais Engelbert Sterckx fut la figure de proue de ceux qui apaisèrent les oppositions, ce qui put aboutir à l'élaboration de la Constitution de 1831. Peu de temps après son indépendance, la Belgique fut aussi reconnue par Rome qui fit d'elle, d'un point de vue catholique, une province ecclésiastique métropolitaine en 1832. Entre 1880 et 1884, les relations entre l'Église et l'État belge se tendirent pendant la première « guerre scolaire » avant que n'arrive au pouvoir le Parti catholique qui domina la vie politique jusqu'en 1914 ; période qui vit l’essor du patronage.
Lors de la Première Guerre mondiale, le cardinal Mercier devint, par son action et sa lettre inspiratrices Patriotisme et Endurance, une figure de proue de la résistance morale et nationale. Pendant le conflit, naquit, dans le royaume, le scoutisme catholique bien que, de nos jours, surtout représenté par la branche belge des Scouts d'Europe; branche s'étant recentrée sur les valeurs chrétiennes à la suite des évolutions sociétales des années 1960 et 1970.

Entre 1920 et 1925, à la suite de l'annexion par la Belgique des cantons de l'Est (Eupen, Malmedy et Saint-Vith) repris à l'Allemagne en vertu du Traité de Versailles, fut érigé l'éphémère diocèse de Malmedy, dont l'évêque était l'évêque de Liège. En 1925, ce diocèse a été incorporé à celui de Liège. Il existe une survivance de cet état de fait : l'église de Malmedy (l'ancienne abbatiale de l'abbaye-double de Stavelot et Malmedy) porte, de nos jours encore, le titre de cathédrale. C'est également dans les années 1920 que se tinrent les conversations de Malines. Pendant les années 1930, l'abbé Froidure donna une nouvelle dimension au catholicisme belge en liant charité et action économique par la fondation d'œuvres sociales telles que les Stations de Plein-air et Les Petits Riens tandis que l'écrivain thomiste Marcel De Corte commençait à se faire connaître. En 1955, une loi visant à réduire les subventions accordées aux établissements catholiques déclencha la seconde « guerre scolaire ». Lors de la Seconde Guerre mondiale, l'abbé Joseph André se fit remarquer pour avoir permis à des enfants juifs d'échapper à la déportation; la possibilité de sa béatification étant émise.

### L'après-Vatican II

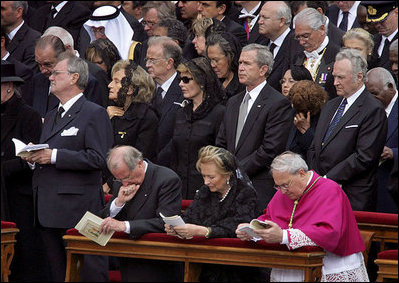
La maison royale tient des relations importantes avec le Vatican, bien que le premier roi des Belges fût protestant.

Ayant été érigés en 1962, les diocèses d'Anvers et de Hasselt sont les plus récents. Auparavant, Anvers appartenait au diocèse de Malines-Bruxelles (bien qu'un premier diocèse d'Anvers ait existé entre 1559 et 1801) et Hasselt au diocèse de Liège. À la suite du concile Vatican II, la conférence épiscopale de Belgique est créée. Cette dernière joua un rôle non négligeable, en 1989, dans la résolution de la controverse qui était née de la présence d'un carmel à Auschwitz.
Jusqu'alors le culte marial jouissait d'une certaine ferveur, soutenu par le cardinal Suenens et grâce au concours de la Légion de Marie (introduite en Belgique en 1945 par Veronica O’Brien). Seulement, la réorientation pastorale décidée lors de Vatican II, peut-être dans un esprit de rapprochement avec les protestants, insista bien moins sur l'hyperdulie et délaissa, en grande partie, les pratiques mariales pour se tourner vers les nouveaux courants embrassant le renouveau charismatique, changement également soutenu par le cardinal Suenens.
La crise de Louvain, en laquelle se conjuguaient revendications linguistiques, manœuvres politiciennes et attaques anticatholiques, porta atteinte à la cohésion de la conférence épiscopale belge. Lorsque Paul VI, en 1968, clarifia, par Humanæ Vitæ, les comportements et mœurs à adopter par les catholiques face à certains changements modernes, Van Peteghem fut le seul évêque du royaume à savoir défendre les positions du pape.
Par deux fois, le royaume reçut Jean-Paul II. Il resta près d'une semaine en mai 1985 pour effectuer une visite pastorale de Belgique qui fut marquée par deux messes géantes (à la basilique de Koekelberg et à Banneux) et une plus modeste à Notre-Dame de Laeken. Il revint en juin 1995. Au cours de sa visite, il rendit hommage au défunt roi Baudouin avant de procéder à la béatification du père Damien, reconnu saint depuis.
Le 8 décembre 2015, en l'église Sainte-Catherine de Bruxelles, André Léonard consacra officiellement la Belgique au Cœur immaculé de Marie en guise de « réponse filiale et pleine de foi au message de Notre-Dame de Fátima ».

## Évolution depuis 2000

### Déclin
En 2012, les sociologues Liliane Voyé et Karel Dobbelare (en) indiquent que les catholiques dits « actifs » (soit ceux qui se rendent au moins une fois par mois à l’église) ne représentent plus que 4 % de la population belge (3 % en Wallonie et à Bruxelles).
De 2017 à 2022, l’Église catholique en Belgique connaît une régression du nombre de baptêmes de 15 %. Le nombre de confirmations est aussi en baisse avec 21 % de moins. Les mariages catholiques sont moins nombreux de 12 %. Le nombre de prêtres diocésains baisse de 33 %. Le pourcentage des Belges se considérant catholiques baisse aussi avec 52,76 % en 2017, 50 % en 2022 et 43 % en 2024. La conférence épiscopale de Belgique indique avoir recensé en 2023 plus de 14 000 demandes de radiation des registres du baptême. Les évêques belges attribuent ces demandes par le « dégoût pour les abus sexuels dans l'Église catholique et la culture du silence » en particulier après la diffusion du documentaire Godvergeten (les « oubliés de Dieu » en néerlandais),,.
Le premier ministre belge, Alexander De Croo, considère en 2024 que les violences sexuelles et les adoptions forcées du siècle dernier, révélées dernièrement, ont « gravement entamé » la confiance des Belges dans l’Église catholique.

### Abus sexuels et adoptions forcées
Dans son homélie de Noël 2023 le président de la Conférence épiscopale de Belgique, Luc Terlinden, évoque les enfants victimes d’abus sexuels ou d’une adoption forcée : « une réalité douloureuse qui est revenue au grand jour ces dernières semaines à la suite des témoignages poignants de victimes. Ceux-ci nous invitent non seulement à la compassion mais aussi à un engagement résolu pour le respect de la dignité de toute personne humaine… ».

#### Abus sexuels
Avec son livre « Violé par un prêtre », publié en 2009, Joël Devillet est une des premières victimes à attirer l’attention sur les violences sexuelles au sein de l’Église belge. À la suite de la diffusion en octobre 2023 du documentaire Godvergeten évoquant les abus sexuels dans l'Église catholique en Belgique, l'évêque Johan Bonny critique la génération précédente des responsables catholiques, comme l'évêque Godfried Danneels qui, selon lui, n'a pas traité correctement ces affaires. Ainsi quand le prêtre Rik Devillé a donné des centaines de témoignages de victimes d'agressions sexuelles au sein de l'Église catholique Belge, celle-ci est restée inerte. Par ailleurs, il demande des « réformes systémiques » avec par exemple la participation des femmes et des laïcs, mais aussi la co-responsabilité.

#### Adoptions Forcées
L’affaire des adoptions forcées d'enfants via l’Église catholique en Belgique entre 1945 et 1980 en Belgique est révélée en 2014. Après, des débats au parlement flamand, des excuses de l'église catholique belge et des demandes d’enquête, l'affaire disparaît de l'espace médiatique. Selon une association, 30 000 « enfants de la honte » sont concernés par ces abandons. Après avoir accouché dans des institutions catholiques, les mères biologiques devaient abandonner leurs enfants, qui étaient vendus à des familles d’adoption.

### Voyage du pape François en septembre 2024

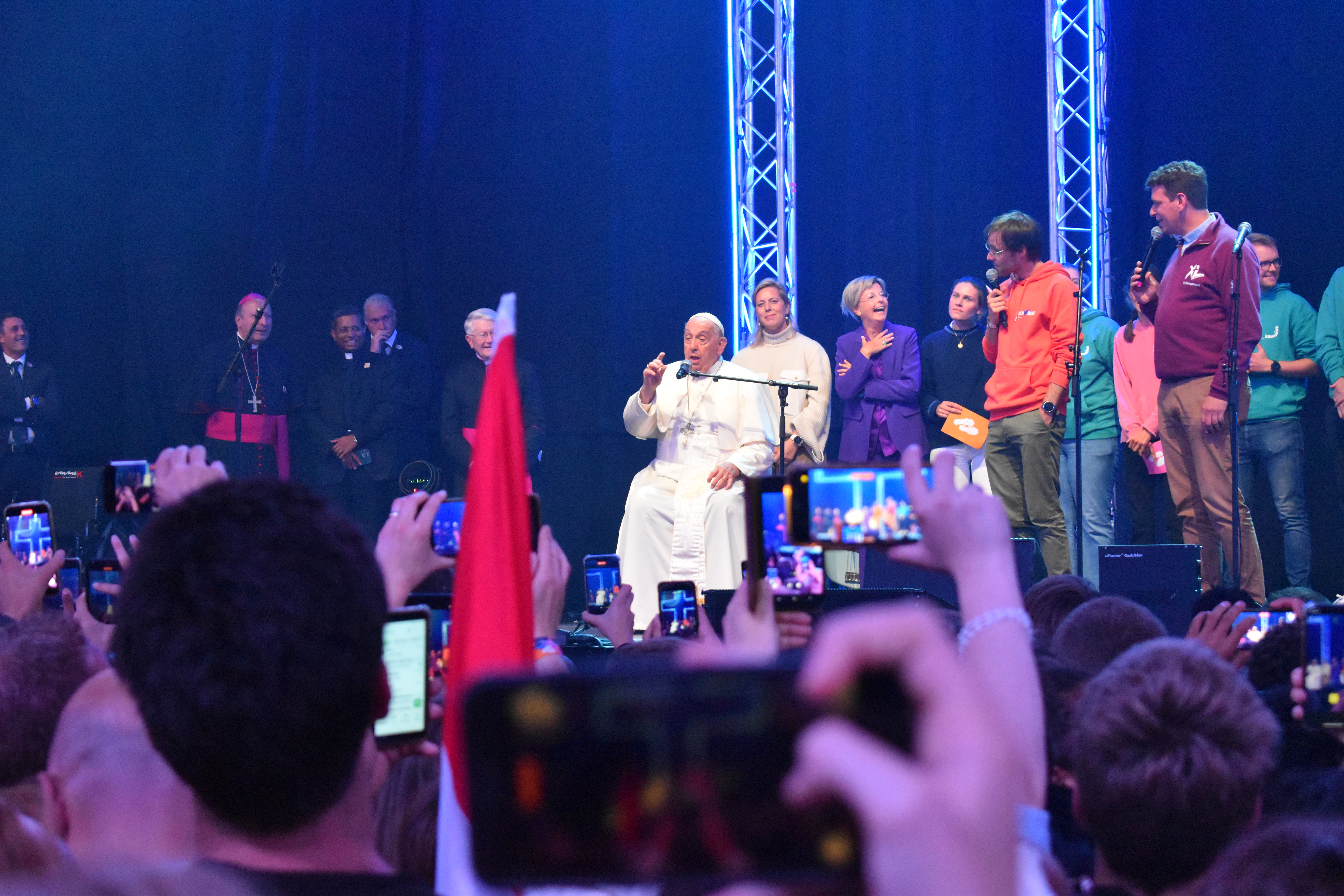
Le pape François présent au Hope Happening dans l'ING Arena au Brussels Expo (2024)

Lors de son voyage apostolique sur les terres belges en septembre 2024, le pape François, quand il se recueillit et pria sur la tombe du roi Baudouin en la crypte de Laeken, considérant le caractère meurtrier et criminel de l'avortement, ainsi que d'autres pratiques non conformes à la bioéthique chrétienne, salua le courage du roi défunt dont il souhaite la béatification.
Par ailleurs, le pape François reçoit 17 victimes de violences sexuelles commises par des membres du clergé belge dont certaines ont témoigné dans le documentaire Godvergeten, parmi ces 17 victimes, Anne-Sophie Cardinal violée par un prêtre à l'âge de 10 et 11 ans et Jean Marc Turine violé par plusieurs Pères jésuites du collège Saint-Michel à Bruxelles. D’autres victimes d'abus sont présentes lors d’une réception du pape au château de Laeken, ainsi que des victimes d’adoptions forcées. Le Pape prononce le mot « crime » au lieu de « péché » pour évoquer les abus sexuels et il réfute la notion de prescription. Lors de la messe au stade Roi Baudouin à Bruxelles, il demande aux évêques belges de ne pas couvrir les agressions sexuelles au sein de l'Église.

## Organisation
Entre 2011 et 2018, il est constaté une diminution de 13 % du nombre de prêtres. Entre 2017 et 2022, le nombre de prêtres diocésains passe de 2 774 à 1 859 soit une chute de 33 %. Le nombre de prêtres religieux passe de 2 205 à 1 723 soit une baisse de 22 %.

### Diocèses

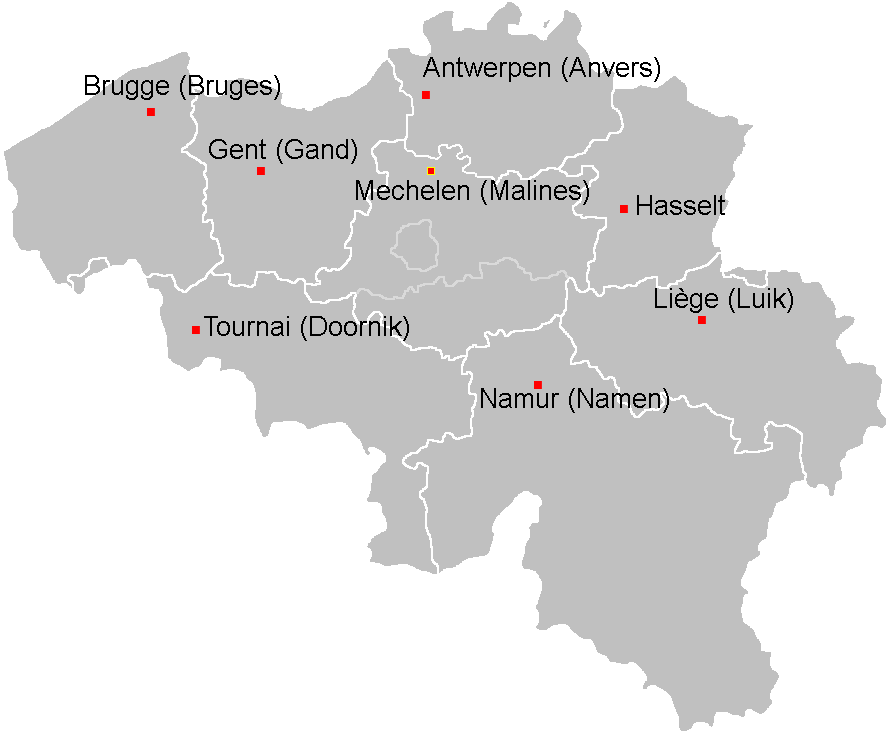
Diocèses belges.

Depuis 1962, l'Église catholique en Belgique est formée de huit diocèses et un diocèse spécifique aux forces armées belges. L'évêque de Malines-Bruxelles est l'archevêque métropolitain de la province et porte le titre de primat de Belgique. Il s'agit actuellement de Luc Terlinden.
| Diocèse                           | Évêque               | successeur de       | Cathédrale Basilique | Création (re-création) | Territoire                                  |
| --------------------------------- | -------------------- | ------------------- | --- | ---------------------- | ------------------------------------------- |
| Archidiocèse de Malines-Bruxelles | Luc Terlinden        | Jozef De Kesel      | Saint-Rombaut de Malines, cathédrale Saints-Michel-et-Gudule de Bruxelles, basilique Notre-Dame de Hanswijk, la basilique Notre-Dame de Montaigu, la basilique Notre-Dame de Consolation à Vilvorde, la basilique du Sacré-Cœur de Bruxelles, la basilique Notre-Dame de Basse-Wavre, la basilique Saint-Martin de Hal, la basilique Saint-Servais de Grimbergen. | 1559                   | Ancienne province du Brabant+ Malines       |
| Diocèse d'Anvers                  | Johan Bonny          | Paul Van den Berghe | Notre-Dame d'Anvers | 1559 (1961)            | Province d'Anvers sauf Malines              |
| Diocèse de Bruges                 | Lode Aerts           | Jozef De Kesel      | Saint-Sauveur de Bruges du Saint-Sang | 1559 (1834)            | Province de Flandre-Occidentale             |
| Diocèse de Gand                   | Lode Van Hecke       | Luc Van Looy        | Saint-Bavon de Gand Notre-Dame-de-Lourdes | 1559                   | Province de Flandre-Occidentale             |
| Diocèse de Hasselt                | Patrick Hoogmartens  | Paul Schruers       | Saint-Quentin de Hasselt | 1967                   | Province de Limbourg                        |
| Diocèse de Liège                  | Jean-Pierre Delville | Aloys Jousten       | Saint-Paul de Liège | IVe siècle             | Province de Liège                           |
| Diocèse de Namur                  | Pierre Warin         | Rémy Vancottem      | Saint-Aubain de Namur | 1559                   | Province de Namur et Province de Luxembourg |
| Diocèse de Tournai                | Guy Harpigny         | Jean Huard          | Notre-Dame de Tournai | VIe siècle             | Province de Hainaut                         |

### Ordinariat militaire
L'ordinariat militaire belge fut d'abord érigé le 7 septembre 1957 en tant que vicariat. Le 22 juillet 1986, il acquit le statut de diocèse et l'église royale Saint-Jacques-sur-Coudenberg en devint sa cathédrale. Traditionnellement, l’archevêque de Malines-Bruxelles est également nommé par le pape à la tête du diocèse aux armées.
Le bureau du service d’aumônerie de l'Armée belge est établi au sein de l'hôpital militaire Reine Astrid à Heembeek. En 2013, ce service comptait une dizaine d'aumôniers auxquels pouvaient s'ajouter deux aumôniers de réserve. Actuellement, son aumônier en chef est Johan Van Den Eeckhout. Le diocèse aux forces armées dispose de son propre centre de recherche, en théologie et éthique militaire.

### Cas particuliers
Aux côtés de ces branches principales de l'Église coexistent d'autres branches telles que celle de l'Opus Dei qui a sa propre hiérarchie grâce à son statut de prélature personnelle et qui peut partager l'utilisation d'églises pour leur apostolat (exemple: l'église Saint-Jacques-sur-Coudenberg). La quasi-totalité des fidèles de l'Église catholique en Belgique sont attachés à l'Église catholique. La Belgique donna aussi naissance à trois congrégations laïques masculines : les Frères de la Miséricorde de Malines, les Frères de Saint Jérôme Émilien et les Frères de Saint-François-Xavier. Il existe quelques Églises indépendantes qui se réclament d'un « catholicisme » mais non romain, telles que les stévenistes de la Petite Église (début du XIXe siècle).

### Clergé régulier

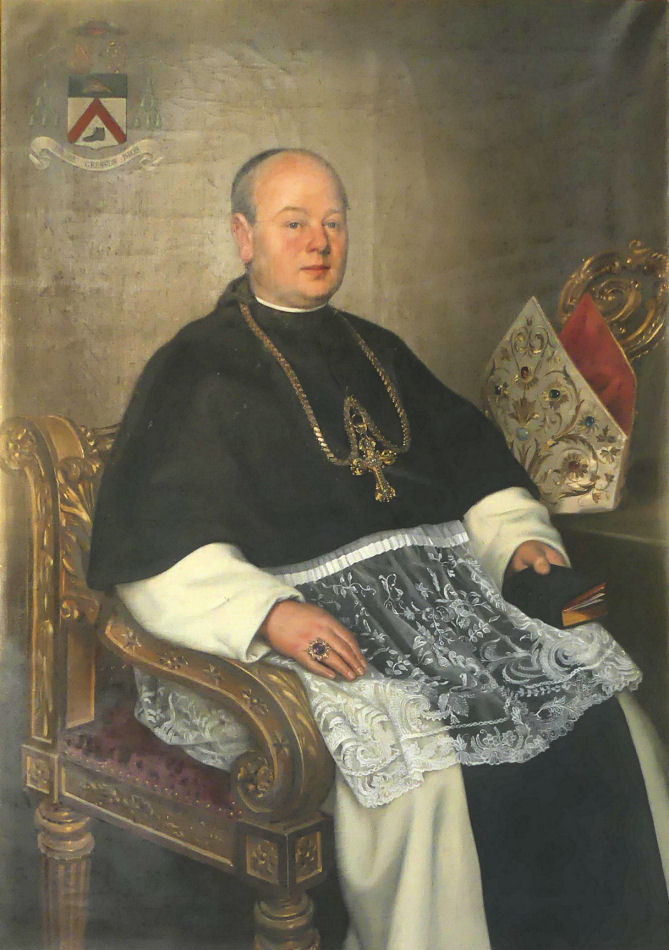
l'Abbé de Bornem fut successeur de la grande abbaye de Hemixem, détruite par la Révolution française.

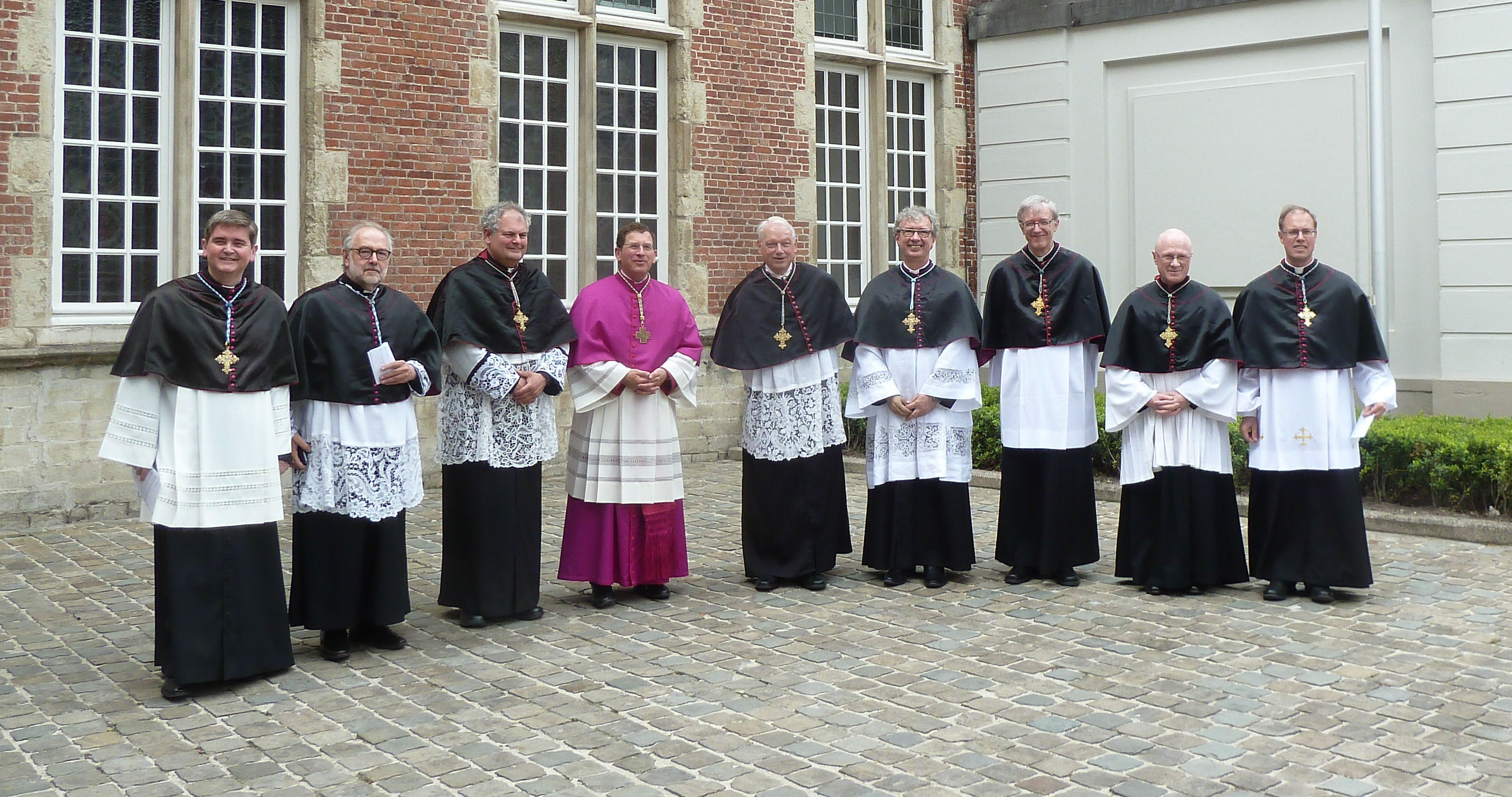
Le chapitre de la cathédrale de Bruges en 2019.

#### Ordre cistercien
Une douzaine d'abbayes cisterciennes sont implantées en Belgique, mais c'est surtout la branche trappiste qui est présente en cette région. Elles sont aussi connues du grand public pour leur production de bière trappiste car six de ces monastères en produisent, gage de leur authenticité.

#### Ordre des prêcheurs
Les dominicains, ou frères noirs, sont répartis selon la province dominicaine flamande de Sainte-Rose et le Vicariat Saint-Thomas d’Aquin de Belgique-Sud (francophone, Bruxelles étant comprise dans ce dernier).

Sont affiliés à celui-ci :
- le couvent Saint-Dominique (à Bruxelles) ;
- le couvent Saint-Albert le Grand: les dominicains, réinstallés à Liège au début du XXe siècle, quittèrent la cité ardente en 1987 pour y retourner en septembre 2009 dans une aile du cloître de la collégiale Saint-Jean ;
- le couvent Fra Angelico (à Louvain-la-Neuve et qui est, de facto, le transfert en 2010 du couvent Dominique Pire qui était sis à Froidmont en la commune de Rixensart).

La province dominicaine Sainte-Rose dispose de quatre couvents: à Gand, Schilde, Knokke et Heverlee (Louvain).

#### Franciscains
- Couvent Saint-Antoine-de-Padoue de Bruxelles
- Église Saint-Nicolas (Bruxelles)

#### Autres
- Chanoines réguliers de la Sainte-Croix
- Congrégation de la Visitation de Gand
- Bernardines-Réparatrices

## Pèlerinages et lieux de processions
- Sanctuaire marial de Beauraing

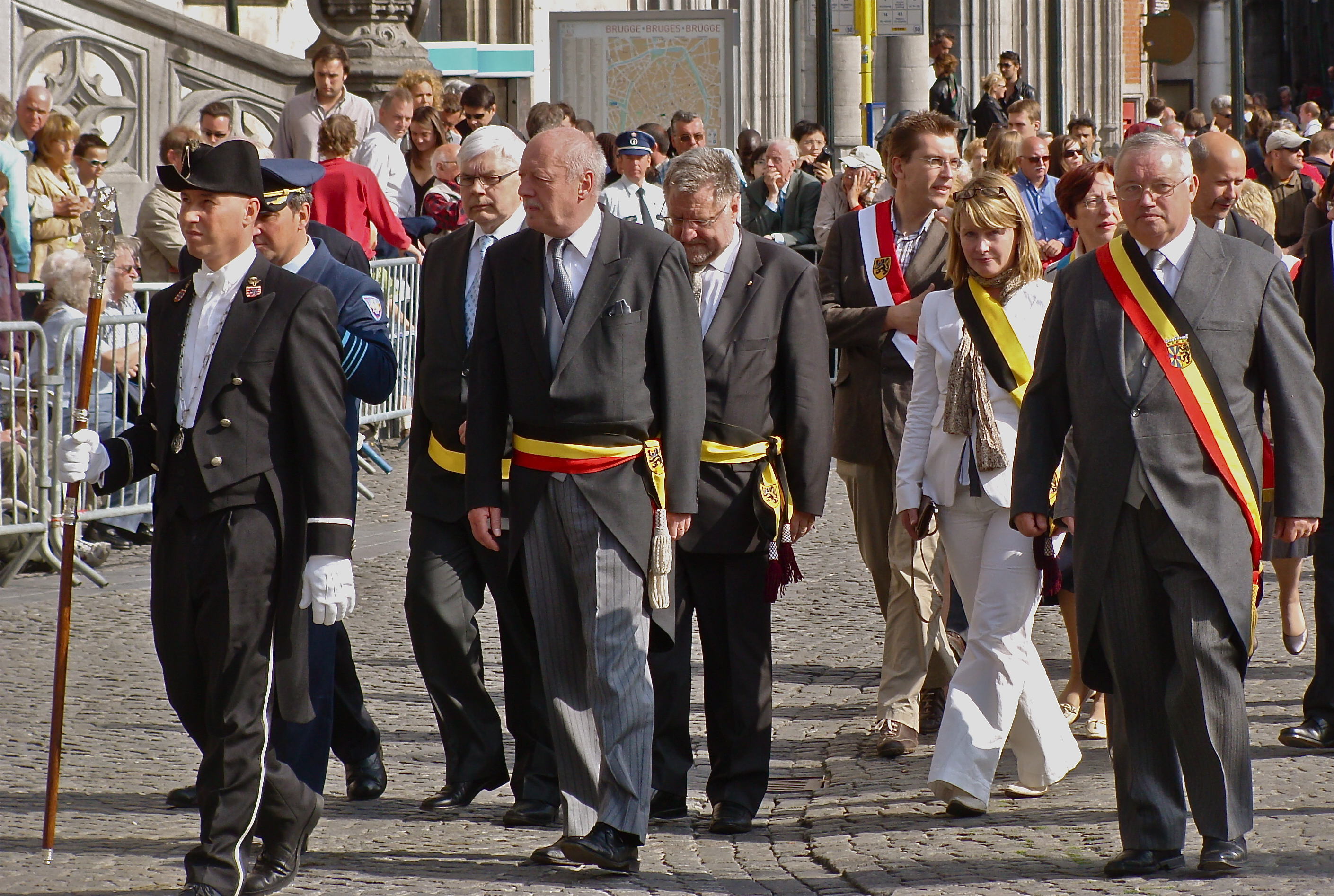
Le Collège de Bruges et le gouverneur participent, chaque année, à la procession du Saint-Sang, lieu de dévotion, de pèlerinage et surtout de tourisme.

- Notre-Dame de Banneux (à Sprimont)
- Notre-Dame de Dadizele
- Notre-Dame de Hal
- Relique et procession du Saint Sang à Bruges
- Sanctuaire marial de Montaigu
- Via Gallia Belgica, Via Brugensis, Via Scaldea, Via Brabantica et Via Monastica.

## Médias de l'Église catholique

### Médias catholiques en Belgique francophone
- La Maison des Médias Catholiques regroupe les médias catholiques
- La plate-forme Médias Catholiques Culture regroupe l'ancienne Radio-télévision catholique belge (RTCB) et le journal Dimanche.
- CathoBel, groupe multimédia de l’Église catholique en Belgique francophone qui publie l'hebdomadaire Dimanche et son supplément TheoBel[20].

### Radio catholique en Belgique francophone:Radio chrétienne francophone(RCF)
- 1RCF Belgique[21]
- RCF Bruxelles
- RCF Liège
- RCF Sud Belgique (Namur et Bastogne)

### Télévisions en Belgique francophone
- KTO : En 2011, la chaîne commença à émettre en Belgique via Proximus (alors Belgacom TV). Alors que l'opérateur avait manifesté son intention de cesser la diffusion de KTO, celui-ci revint sur sa décision, en avril 2016, à la suite d'une pétition de soutien ayant recueilli de nombreuses signatures
- Cathobel.